# فرقة العمل المعنية بوفاة الأمهات وانتشار المرض

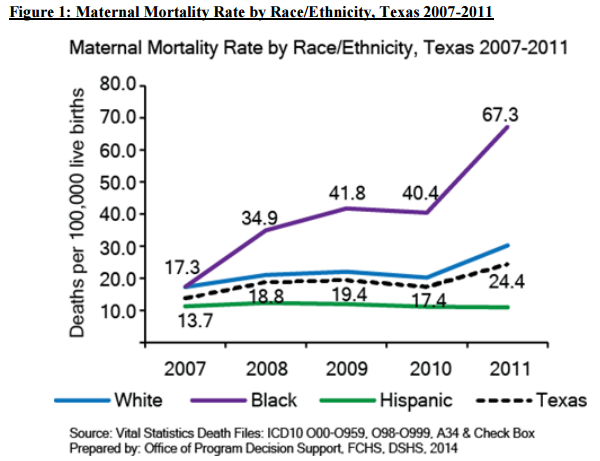

فرقة العمل المعنية بوفيات الأمهات وانتشار المرض تم إنشائها من قبل وزرة الخارجية بالولايات المتحدة في 2013م لتساعد في تقليل وفيات الأمهات في تكساس. إن فرقة العمل ووزارة الخدمات الاجتماعية والصحية يجب عليهم تقديم تقرير مشترك حول نتائج فرقة العمل والتوصيات إلى الحاكم – ملازم الحاكم – المتحدث باسم مجلس النواب واللجان المناسبة لتشريعات ولاية تكساس في اليوم الأول من سبتمبر لكل سنة، بدايتًا بأول سبتمبر 2016م. أن معدل وفيات الأمومة لولاية تكساس تم وضعها الأعلي في العالم الحديث لسنة 2016م، و مع زيادة معدل وفيات الأمومة والذي يتقدم عن المعدل الصغير ل48 ولاية من ولايات المتحدة (بدون كاليفورنيا وتكساس) بنسبة 23.8٪ إلى 35.8٪ بشكل ملحوظ.
إن في الولايات المتحدة تذدهر معدلات وفيات الأمومة من 2002م – 2015م. و ايضًا اسهمت التطورات في العانية الصحية علي انحدار درماتيكي لنسب وفيات الأمهات العالمي في القرن ال20، لكن النساء مزالوا يموتون من مضاعفات الحمل، هلي الرغم من أن هناك فروق ذات دلالة إحصائية في أهم الأسباب لكل فئة ودرجة الدخل. منذ عام 1990م، فإن منظمة الصحة العالمية تحسب معدل وفيات الأمهات ونسب وفيات الأمهات. في عام 1994م، في فترة حساب أسباب وفيات الأمهات بعد الولادة قد أمتدت من ستة أسابيع إلي سنة بعد حادثة الولادة. إن الولايات المتحدة واحدة من ضمن البلاد المتقدمة التي ارتفعت فيها قياسات منظمة الصحة العالمية ولم تنخفض . الجنسية وخصوصًا في تكساس، فأن نسبة الوفيات للأمهات ذوي البشرة السوداء أكبر مرتين من ذوي البشرة البيضاء وهذه الفجوة المتفاوتة قد ازدادت منذ عام 2007م، لكن سبب هذه الزيادة لم يكن واضحًا في 2013م وبالتالي تم تشكيل فرقة العمل للتحقيق. إن النسبة المتوقعة لوفيات الأمهات (من كل 100.000 ولادة) ل48 ولاية والعاصمة واشنتون دي سي (استبعادًا لكاليفورنيا وتكساس) ازدادت بنسبة 26.6%، من 18.8 في 2000م إلي 23.8 في 2014م. أظهرت كاليفورنيا اتجاهاً هبوطياً، بينما ازادت فوجائتًا تكساس في 2011-2012م. أن معدلات تكساس قد ازدادت قرابة الضعف. و على الرغم من أن الصحة الإنجابية ووفيات الأمهات تختلف اختلافاً كبيراً بالنسبة للنساء ذوي البشرة السوداء، فهذا ليس جزءًا من الدراسة التي أجرتها دراسات بوسطن لصحة النساء ذوي البشرة السوداء وأن فرقة العمل هو الكيان الوحيد الذي يدرس هذه الظاهرة.و منذ الاجتماع عام 2013م فقد أنشأ فريق العمل تقريرين الأول في يوليو 2014م و الثاني في سبتمبر 2016م.
إن التقرير الآخير قد اظهر ازديادًا كبيرًا بشكل ملحوظ لوفيات الأمهات للنساء ذوي البشرة السوداء. و هذا قد يكون له علاقة بارتفاع معدلات السمنة ما قبل الحمل، والذي قد اتضح كثرته في النساء ذوي البشرة السوداء وارتباطه بالولادة القيصرية لأول مرة. كما قد يكون مرتبطًا بالتمييز في الرعاية الصحية للنساء ذوي البشرة السوداء، والذي يمكن أن يأخذ شكل الوصول إلى الخدمات والمعلومات.